# Lanong

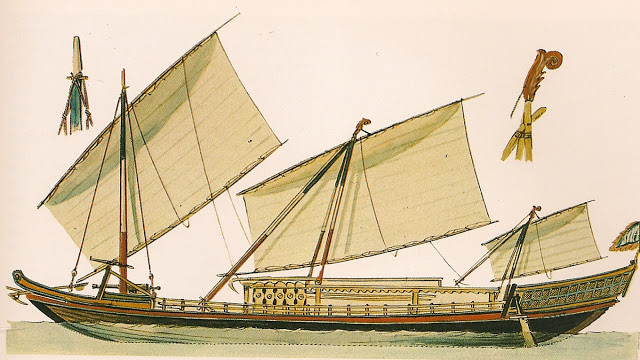
Lanong de guerre Iranun à 3 mâts (Rafael Monleón, 1890)

Les lanong sont grandes pirogues à balanciers utilisés par les Iranun et les Banguingui aux Philippines comme navires de guerre du milieu du XVIIIe au début du XIXe siècle. 
Ils atteignent jusqu'à 30 mètres de longueur et possède deux ou trois mâts bipèdes. Ils possèdent également une à trois bordés de rames. Les lanongs étaient spécialisés pour les batailles navales et furent largement utilisés pour la piraterie et les raids dans la majeure partie de l'Asie du Sud-Est. 
Comme les karakoas, les grands lanongs étaient également appelés à tort par les espagnols joangas ou juangas (espagnol pour "jonque"). 

## Étymologie
Le nom lanong est dérivé de Lanun un exonyme du peuple Iranun,. Le mot Lanun est également devenu le terme pour "pirate" en malais.               

## Description

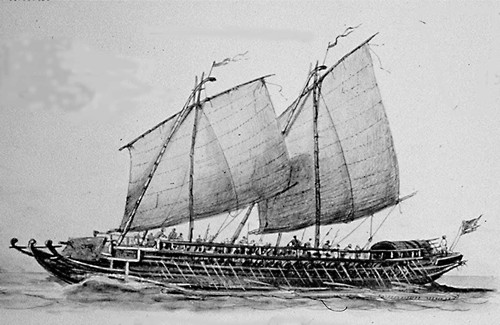
Illustration d'un lanong de 1890 par Rafael Monleón. Ce type de navire de guerre iranun du XIXe siècle possède trois rangs de rames et deux voiles.

Un lanong peut atteindre jusqu'à 30 m de long et 6 m de large au milieu du navire. Ils comptaient entre 150  et   200 hommes dirigés par un panglima (commandant). Contrairement aux karakoas similaires et les garays plus petits, les lanongs étaient lourdement armés spécialement conçus pour engager d'autres navires dans des batailles navales. La proue comporte une poulaine où était monté un long canons et plusieurs pierriers,.
Les lanongs ont deux mâts bipèdes (parfois trois) composés de deux espars attachés ensemble au sommet, contrairement aux mâts tripodes plus courants utilisés dans d'autres navires maritimes autochtones de l'Asie du Sud-Est. Ils sont équipés de voiles tanja. Les mât sont fréquemment utilisés comme échelles pour monter à bord des navires ennemis ou pour débarquer les équipages sur les côtes,,. 
La bannière triangulaire du panglima (commandant) est apposée à la poupe. Comme un karakoa, le lanong dispose de ponts au-dessus des rameurs et des deux côtés des stabilisateurs pour accueillir les guerriers et se battre. Ces plates-formes étaient défendues par des rangées de boucliers fixes. Les rameurs (qui étaient tous des esclaves) étaient logés à l'intérieur de la coque principale, aucun d'entre eux ne se trouvant sur les stabilisateurs,.

## Historique: Un bateau destiné à la piraterie

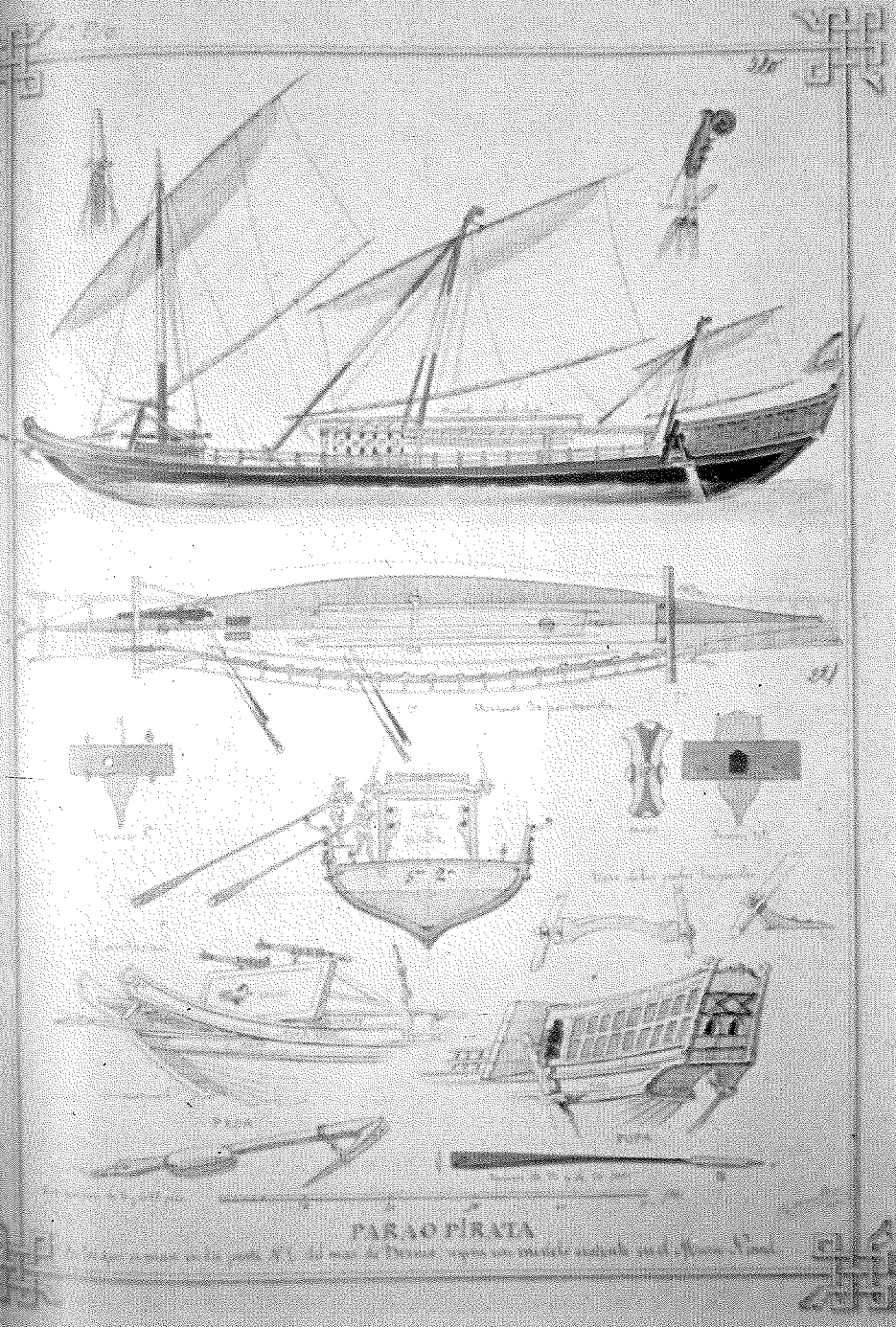
Illustration de détails d'un lanong de 1890 par Rafael Monleón.

Un lanong peut parcourir de longues distances et attaquer des navires jusqu'au détroit de Malacca et de Java. Ils sont devenus très utilisés du milieu du XVIIIe siècle au début du XIXe siècle pour les raids et la piraterie (magooray) dans la plupart des pays d’Asie du Sud-Est.
Cela a été provoqué par la demande croissante de travail forcé dans les Indes orientales néerlandaises, les échanges croissante de richesses entre colonies et Europe, ainsi que par l'hostilité croissante entre les sultanats de Moro et les puissances coloniales européennes. Chaque année, les colonies néerlandaises, espagnoles et anglaises de la région étaient prévenues du "vent des pirates", d'août à septembre, lorsque les navires Iranun et Banguingui commençaient traditionnellement à effectuer des raids.  
De 1774 à 1794, on estime que 100 à 200 navires environ sont lancés chaque année de la Mer de Sulu pour piller les zones environnantes. Les raids ont été soit montés indépendamment, soit sous les ordres du Sultanat de Sulu et du Sultanat de Maguindanao, dont l'Iranun et le Banguingui étaient des sujets,.
Contrairement aux captifs des pillards traditionnels dans le reste des Philippines (traités comme des serviteurs plutôt que de vrais esclaves), les hommes captifs des Iranuns et de Banguinguis étaient brutalement traités, même les autres captifs musulmans n'étaient pas épargnés. Les femmes captives, cependant, étaient généralement mieux traitées. Les rameurs de Lanong étaient entièrement composés d'esclaves hommes capturés et il n'était pas rare que des rameurs mourraient au cours de longues croisières pour cause d'épuisement. La plupart des esclaves étaient des tagalogs, des Visayans et des Malais (y compris les Bugis, les Mandarais, les Iban et les Makassar). Il y avait également des captifs européens et chinois occasionnels qui étaient généralement rachetés par l'intermédiaire des intermédiaires Tausug du Sultanat de Sulu. On estime qu'entre 1770 et 1870, environ 200 000  à   300 000 personnes ont été asservies par les pillards. En 1850, pas moins de 50 % de la population des sultanats de l'archipel de Sulu étaient esclaves. L'ampleur des raids a conduit à la perturbation et à la cessation des routes commerciales traditionnelles dans la mer de Sulu. Le commerce traditionnel avec la Chine et les sultanats de la mer de Sulu a notamment cessé. Cela a contribué au déclin économique des sultanats de Brunei, de Sulu et de Maguindanao au XIXe siècle, conduisant finalement à l'effondrement des deux derniers États,,. Il n'est pas exclu que l'économie chinoise fût indirectement touchée.
Les autorités espagnoles et les Philippins chrétiens, d'origine grecque, ont réagi aux incursions des esclaves Moro en construisant des tours de guet et des forts dans l'archipel des Philippines. Beaucoup d'entre eux sont encore debout aujourd'hui. Certaines capitales de province ont également été déplacées plus à l'intérieur des terres. Les principaux postes de commandement ont été construits à Manille, Cavite, Cebu, Iloílo, Zamboanga et Iligan.
Des navires en défense ont également été construits par les communautés locales, en particulier dans les îles Visayas, notamment lors de la construction de barangayanes (balangay de guerre), plus rapides que les raids du sultanat de Moro, qu'ils pouvaient poursuivre. Au fur et à mesure que la résistance aux pirates augmentait, les lanongs ont été remplacés par les garays plus petit et plus rapide (qui n'avait pas de stabilisateurs) au début du XIXe siècle.